# حفرية إس كي 48
حفرية إس كي 48 (الاسم العلمي: SK 48) هي جمجمة متحجّرة من نوع بارانثروبوس روبوستوس Paranthropus robustus عُثر عليها في موقع سوارتكرانز في جنوب أفريقيا عام 1948 من قبل روبرت بروم، ويُقدّر عمر العيّنة بحوالي 1.8 مليون سنة.
تتضمّن الصفات المُميّزة لهذه العيّنة مظهر قويّ، جبين متّصل وبارز، وجه مسطّح وعريض، وفكّ عميق مع عضلات وأسنان مضغ متّصلة به.
تمّ اكتشاف الفكّ السفلي الذي يحمل اسم إس كي 23 (SK 23) في نفس الوقت وفي نفس الموقع مع أحفورة إس كي 48. على الرغم من أن الدراسات تشير إلى أنّ إس كي 23 يعود إلى فردٍ آخر، إلّا أنّ الأحفوريّتين يُعتبران وثيقي الصلة بحيث يمكن دراستهما معًا. الفك السفلي يتّصف بالقوّة أيضا ويحوي عدد كامل من الأسنان.